# Die Bergpolizei – Ganz nah am Himmel
Die Bergpolizei – Ganz nah am Himmel (Originaltitel: Un passo dal cielo, zu Deutsch: Ein Schritt vom Himmel) ist eine italienische Fernsehserie. Sie wurde von der Produktionsgesellschaft Lux Vide S.p.A. in Zusammenarbeit mit Rai Fiction produziert. Die Serie lief von 2011 bis 2021 auf Rai 1 und Rai 1 HD. Von Ende Juli 2017 Ende 2019 wurde sie in einer deutschen Synchronfassung im BR Fernsehen ausgestrahlt und ab Mai 2020 wiederholt. Außerdem war sie ab April 2022 auf Bibel TV zu sehen. Seit April 2024 ist die Serie als Stream bei RTL+ verfügbar, seit Ende August 2024 ist sie auch Teil des Programms von RTLup.

## Überblick

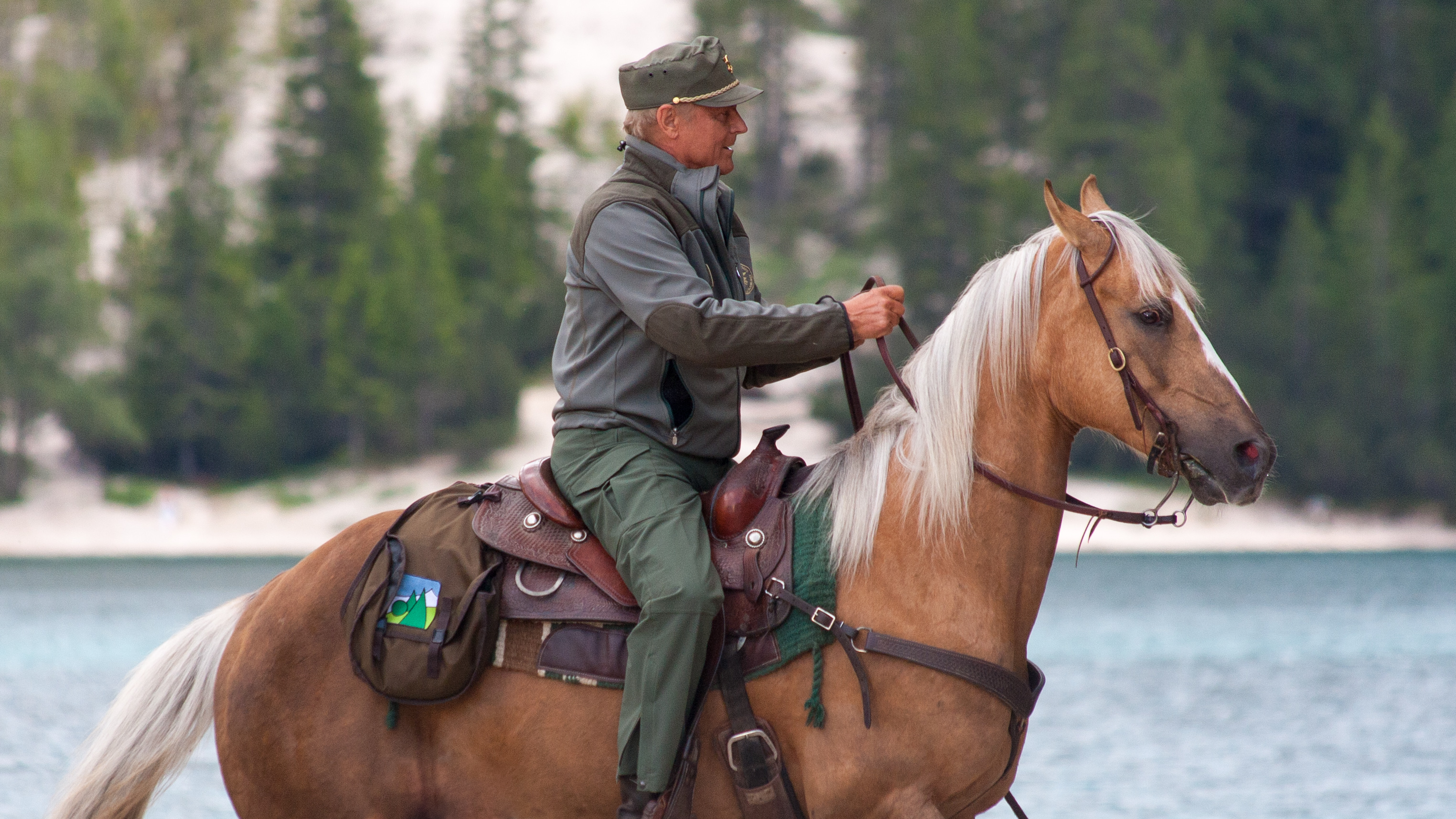
Terence Hill bei den Dreharbeiten

Im Mittelpunkt der ersten drei Staffeln der Serie steht Pietro, Inspektor im Südtiroler Landesforstkorps und Leiter der Forststation in der Gemeinde Innichen im Hochpustertal. Un passo dal cielo war die erste Fernsehserie, die in Italien in HD ausgestrahlt wurde (bei Rai 1 HD), und ist das erste Projekt, das von der Südtiroler Standortagentur Business Location Südtirol (BLS) gefördert wurde. Die erste Staffel wurde unter der Regie von Enrico Oldoni gedreht. Riccardo Donna sowie Salvatore Basile sind die Regisseure der zweiten Staffel. Die dritte Staffel stand unter der Regie von Monica Vullo und Jan Maria Michelini. Für die vierte Staffel setzte Jan Maria Michelini die Regiearbeit fort. Die Filmmusik stammt von Pino Donaggio.

## Handlung
Die Serie schildert in den ersten drei Staffeln die Ereignisse rund um den Forstaufseher Pietro, gespielt von Terence Hill. Pietro ist ein guter Bergsteiger, der seine Frau auf tragische Weise an einer Felswand verlor und seit diesem Unfall zurückgezogen am Pragser Wildsee lebt. In der Forststation ist auch die örtliche Polizeiwachstube untergebracht.
Zu Beginn der Serie wird ein Kriminalbeamter dorthin versetzt. Es ist der Neapolitaner Vincenzo Nappi, der als Mann der Großstadt auf ganz neue Herausforderungen im Hochpustertal trifft. Aufgrund der räumlichen Nähe von Polizei und Forstverwaltung wird Pietro immer wieder in die Kriminalfälle des Commissario Nappi eingebunden, während dieser mit der Gebirgswelt konfrontiert wird, die für ihn in Neapel weit weg war.
Arbeitskollege und Freund von Pietro ist der ehemalige Holzfäller Felicino Scotton, genannt „Roccia“ (Felsen).

## Produktion
Ursprünglich sollte die Serie „L’uomo dei boschi“ („Der Mann aus den Wäldern“) heißen. Alle handelnden Personen sind italienische Muttersprachler, obwohl 85 % der Bevölkerung Innichens Deutsch als Muttersprache haben, was die Serie weniger authentisch macht. Die Außenaufnahmen wurden allerdings an Originalschauplätzen gedreht.
Die erste Staffel mit zwölf Folgen wurde 2010 produziert und im Frühjahr 2011 gesendet. Die Serie lief an sechs Sonntagen im Hauptabendprogramm. Es wurden jeweils zwei Folgen direkt hintereinander gesendet. Die Staffel hatte beste Einschaltquoten von durchschnittlich 5,9 Mio. Zuschauern. Im Mai 2011 wurde die Produktion einer zweiten Staffel beschlossen. Die erste Staffel wurde im Juli 2012 im Hauptabendprogramm bei Rai 1 wiederholt. Die zweite Staffel wurde ab dem 14. Oktober 2012 gesendet und besteht aus 14 Folgen, die an 8 Abenden gesendet wurden.
Auf die Tatsache, dass Innichen in deutschsprachigem Gebiet liegt, wird immer wieder Bezug genommen. So spricht Commissario Nappi in der Folge L’ape regina mit Pietro ein paar Worte Deutsch. Für die zweite Staffel waren mehr regionale Bezüge geplant. Die Produktion achtet darauf, dass die Familiennamen, die in der Serie benutzt werden, im Raum Innichen tatsächlich vorkommen. Im Winter wurden Aufnahmen von Krampusumzügen gemacht. Sämtliche Beschriftungen am Rathaus von Innichen, dem Forsthaus, den Polizeifahrzeugen etc. sind gemäß dem Südtiroler Autonomiestatut deutsch und italienisch.
Nach den zwei erfolgreichen Staffeln wurde eine dritte produziert. Die Dreharbeiten im Hochpustertal begannen Ende Mai 2014. Gaia Bermani Amaral, die in den ersten beiden Staffeln die Tierärztin der Forstverwaltung spielte, ist in der dritten Staffel nicht mehr dabei. An ihrer Stelle spielt die Spanierin Rocío Muñoz Morales das Model Eva Fernández. Terence Hill, Gabriele Rossi sowie Claudia Gaffuri und Katia Ricciarelli verließen am Ende der dritten Staffel die Serie.
Nach dem Erfolg der dritten Staffel folgte eine vierte. Terence Hill wird in dieser durch den italienischen Schauspieler Daniele Liotti ersetzt, der als Francesco Neri, Leiter der Forstpolizei Innichen, antrat. Die vierte Staffel wurde 2016 gedreht. Die Hauptdrehorte waren abermals Innichen und Prags im Südtiroler Hochpustertal. Einige Szenen wurden auch in Sexten, Toblach, Niederdorf und Meran und wie schon bisher in ganz anderen italienischen Regionen gedreht.

## Synchronisation
Die Synchronisation entstand durch das Dialogbuch und unter der Dialogregie von Cornelia Steiner durch die Synchronfirma Berliner Synchron GmbH Wenzel Lüdecke.
| Rolle                                            | Darsteller              | Synchronsprecher                                                   | Staffel |
| ------------------------------------------------ | ----------------------- | ------------------------------------------------------------------ | ------- |
| Pietro Thiene, Forstinspektor                    | Terence Hill            | Thomas Danneberg (1. und 2. Staffel) Wolfgang Condrus (3. Staffel) | 1–3     |
| Francesco Neri, Pietros Nachfolger               | Daniele Liotti          | ?                                                                  | 4–5     |
| Vincenzo Nappi, Kommissar                        | Enrico Ianniello        | Jaron Löwenberg                                                    | 1–5     |
| Huber Fabricetti, Polizeiassistent               | Gianmarco Pozzoli       | Asad Schwarz                                                       | 1–5     |
| Felicino „Roccia“ Scotton, Förster               | Francesco Salvi         | Erich Räuker                                                       | 1–4     |
| Eva Fernández, Model                             | Rocío Muñoz Morales     | Magdalena Turba                                                    | 3–5     |
| Giorgio Gualtieri, Pietros Neffe                 | Gabriele Rossi          | Sebastian Fitzner                                                  | 1–3     |
| Chiara Scotton, Roccias Tochter                  | Claudia Gaffuri         | Lydia Morgenstern                                                  | 1–3     |
| Assunta Scotton, Roccias Schwester               | Katia Ricciarelli       | Velia Krause                                                       | 1–3     |
| Natasha Volkova                                  | Caterina Shulha         | Lisa May-Mitsching (2. Staffel) Laura Elßel (3. Staffel)           | 2–4     |
| Tommaso Belli, Forstinspektor                    | Tommaso Ramenghi        | Tim Knauer                                                         | 3–4     |
| Karl Reuter, Restaurantchef                      | Giovanni Scifoni        | Tobias Nath                                                        | 3       |
| Manuela Nappi, Vincenzos Schwester               | Giusy Buscemi           | Lisa May-Mitsching                                                 | 3       |
| Federico „Rico“ Ruffo Di San Pio, Evas Verlobter | Fabio Fulco             | Patrick Winczewski                                                 | 3       |
| Silvia „zwei“, Bankangestellte                   | Sara Zanier             | Antje von der Ahe                                                  | 3       |
| Silvia Bussolati, Tierärztin                     | Gaia Bermani Amaral     | Marie Bierstedt                                                    | 1–2     |
| Emma Voronina, Ärztin                            | Magdalena Grochowska    | Katrin Zimmermann                                                  | 2       |
| Tobias, Zoologe                                  | Raniero Monaco di Lapio | Till Endemann                                                      | 2       |
| Miriam, Chiaras Freundin                         | Alice Bellagamba        | Lina Rabea Mohr                                                    | 2       |
| Astrid, Hubers Cousine                           | Miriam Leone            | Julia Kaufmann                                                     | 2       |
| Claudia Gualtieri, Pietros Schwägerin            | Bettina Giovannini      | Liane Rudolph                                                      | 1       |
| Marcella Cuccurullo, Vincenzos Verlobte          | Valentina D’Agostino    | Damineh Hojat                                                      | 1       |
| Mosul, Bürgermeister                             | Mauro Pirovano          | Bernd Vollbrecht                                                   | 1       |

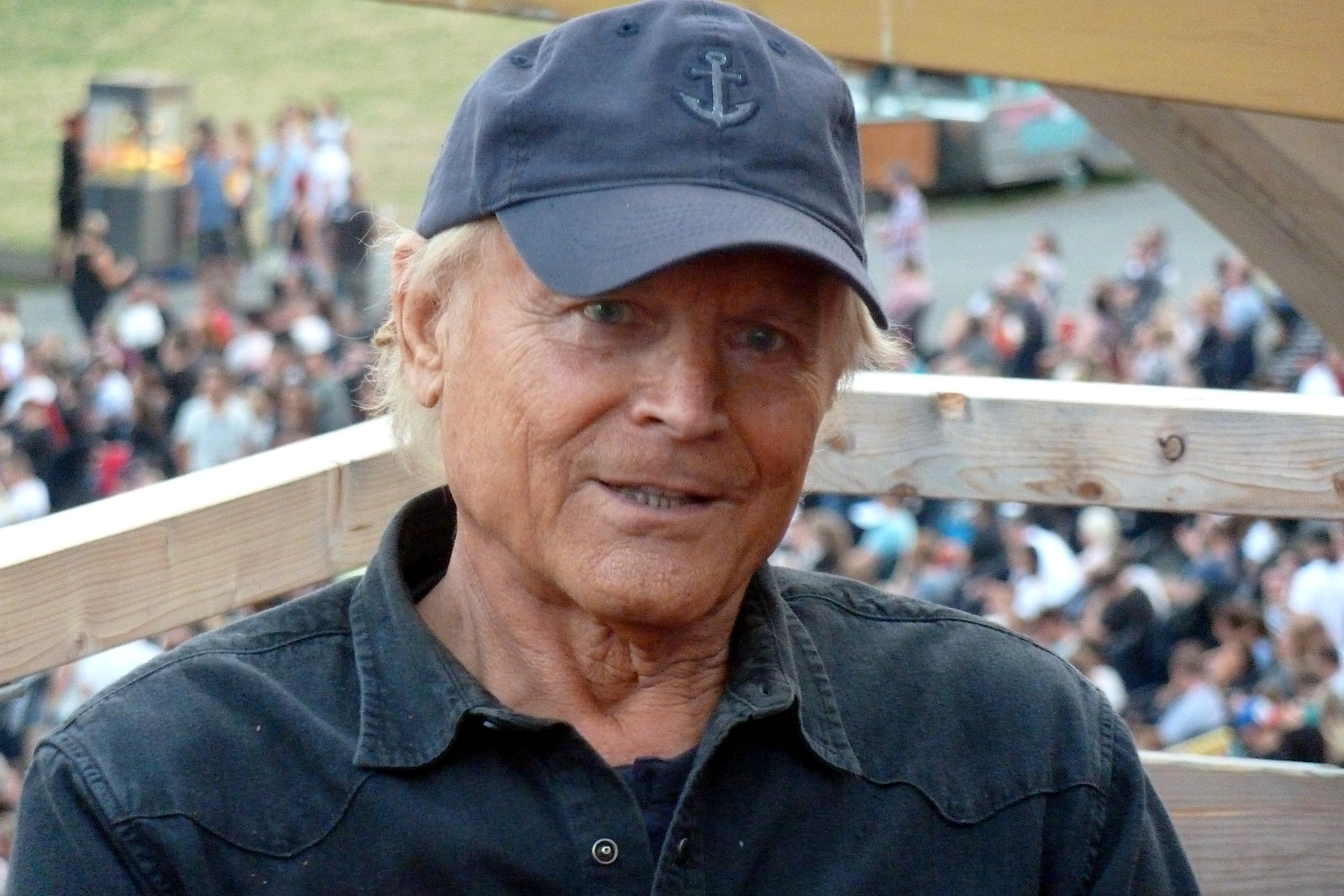
Terence Hill ist Pietro Thiene
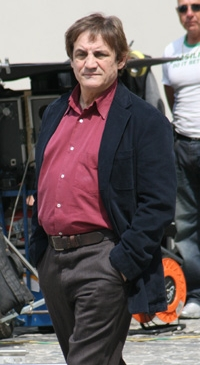
Francesco Salvi ist Felicino „Roccia“ Scotton
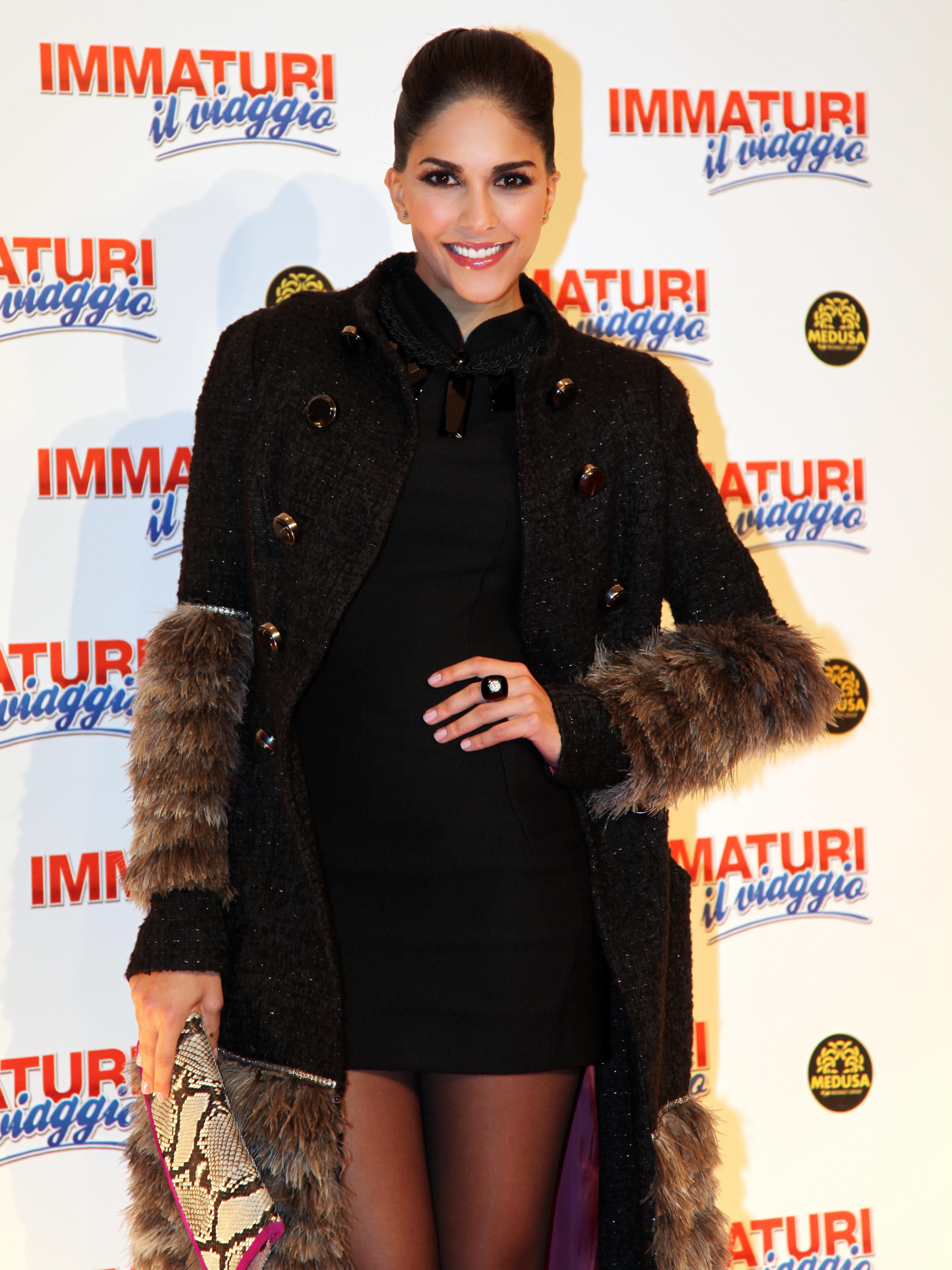
Rocío Muñoz Morales ist Eva Fernández
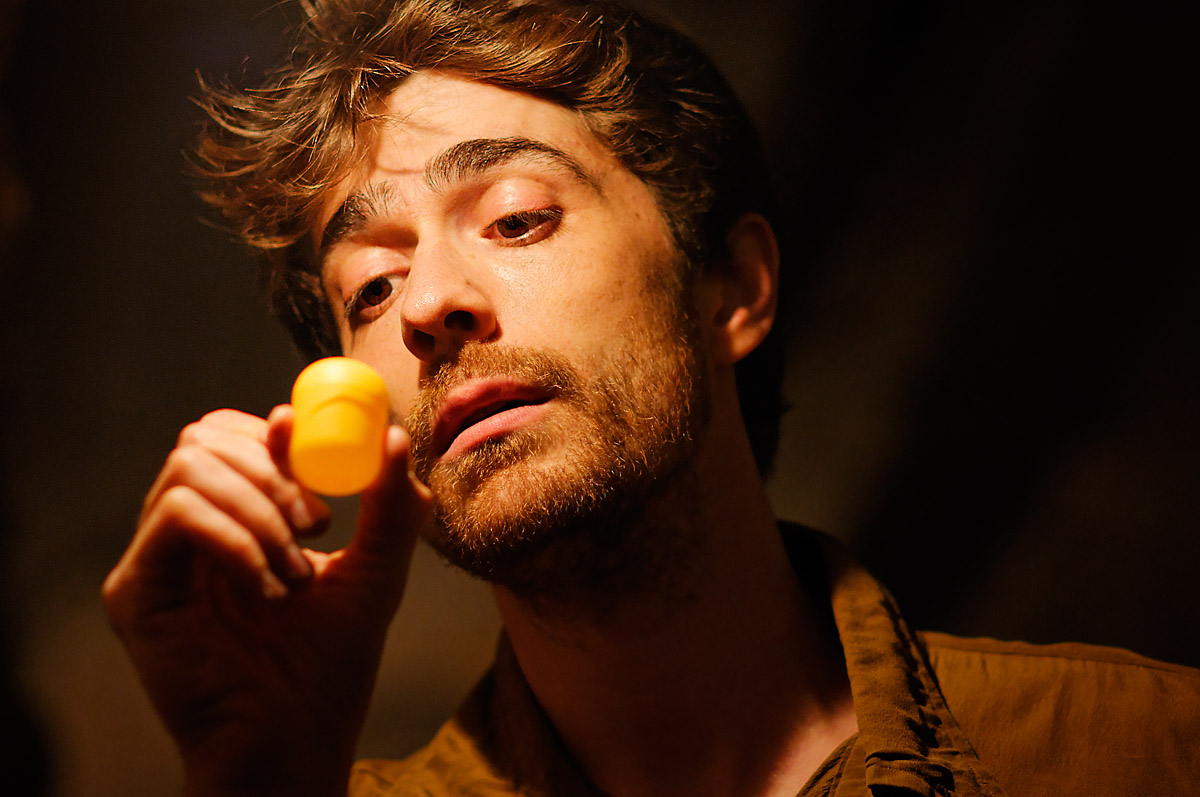
Giovanni Scifoni ist Karl Reuter
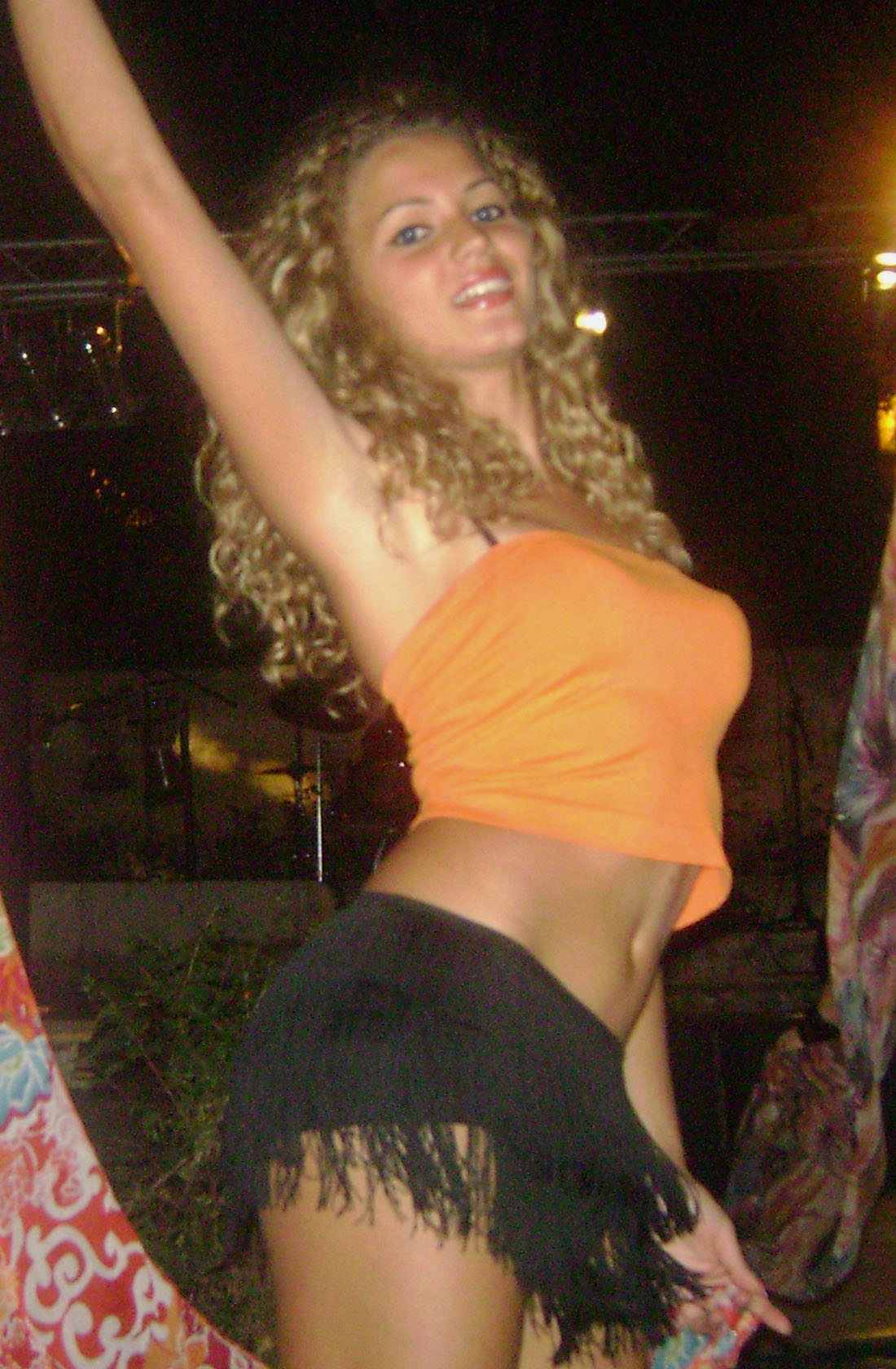
Giusy Buscemi ist Manuela Nappi
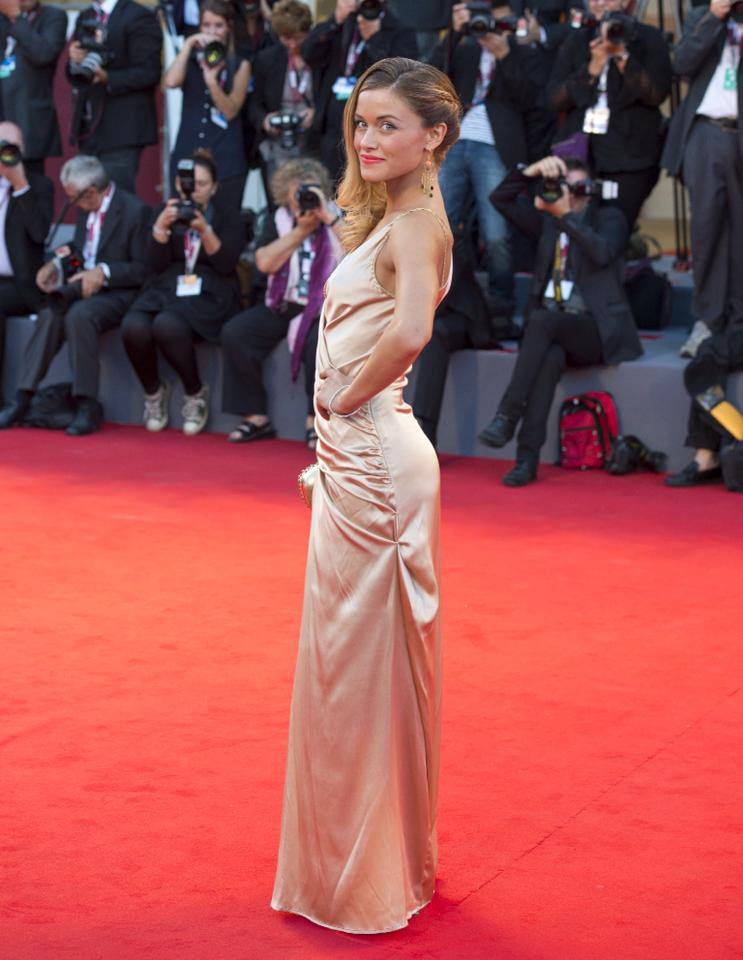
Alice Bellagamba ist Miriam
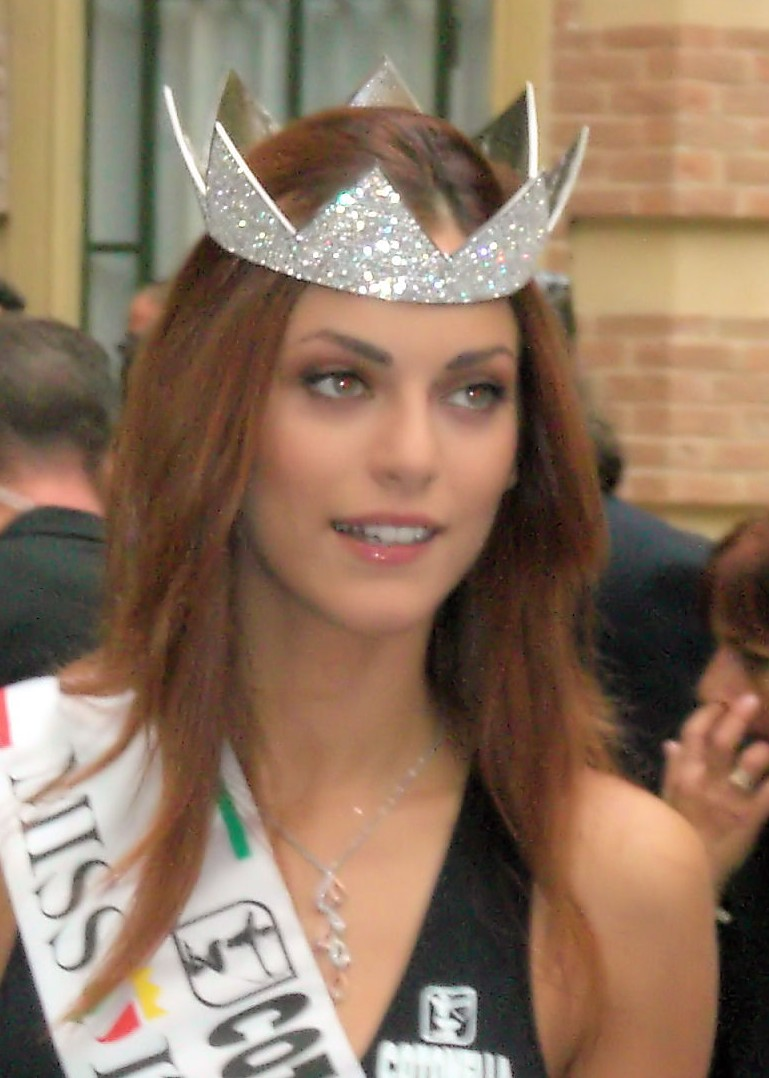
Miriam Leone ist Astrid

## Episoden
| Staffel | Staffel | Episoden | Premiere IT        | Finale IT         | Premiere DE   | Finale DE        |
| ------- | ------- | -------- | ------------------ | ----------------- | ------------- | ---------------- |
|         | 1       | 12       | 10. April 2011     | 17. Mai 2011      | 28. Juli 2017 | 13. Oktober 2017 |
|         | 2       | 14       | 14. Oktober 2012   | 29. November 2012 | 20. Juli 2018 | 2. November 2018 |
|         | 3       | 18       | 8. Januar 2015     | 16. März 2015     | 31. Mai 2019  | 11. Oktober 2019 |
|         | 4       | 18       | 17. Januar 2017    | 21. März 2017     |               |                  |
|         | 5       | 10       | 12. September 2019 | 14. November 2019 |               |                  |
|         | 6       | 8        | 1. April 2021      | 20. Mai 2021      |               |                  |
|         | 7       | 8        | 30. März 2023      | 8. Mai 2023       |               |                  |
|         | 8       | 6        | 9. Januar 2025     | 20. Februar 2025  |               |                  |

### Erste Staffel (2011)
| Nummer | Italienische Originaltitel | Übersetzte Titel auf Deutsch | Offizielle Titel auf Deutsch |
| ------ | -------------------------- | ---------------------------- | ---------------------------- |
| 1      | Lo spirito del lupo        | Der Geist des Wolfes         | Auf den Spuren des Wolfes    |
| 2      | Il fantasma del mulino     | Das Phantom der Mühle        | Das Gespenst der Mühle       |
| 3      | Il giorno del santo        | Der Tag des Heiligen         | Der Scheinheilige            |
| 4      | La prova del fuoco         | Die Feuerprobe               | Feuerteufel                  |
| 5      | Il capriolo avvelenato     | Das vergiftete Reh           | Ein wahrer Wohltäter         |
| 6      | Caccia al tesoro           | Schatzsuche                  | Schatzsuche                  |
| 7      | Salvato dalle acque        | Gerettet aus dem Gewässer    | Das Findelkind               |
| 8      | Un salto nel vuoto         | Ein Sprung ins Leere         | Sprung in den Tod            |
| 9      | Il mostro del lago         | Das Seeungeheuer             | Das Seeungeheuer             |
| 10     | L’ape regina               | Die Bienenkönigin            | Die Bienenkönigin            |
| 11     | Il volo dell’aquila        | Der Flug des Adlers          | Ein rätselhafter Absturz     |
| 12     | La lacrima del gigante     | Die Träne des Riesen         | Jäger und Sammler            |

### Zweite Staffel (2012)
| Nummer | Italienische Originaltitel | Übersetzte Titel in Deutsch | Offizielle Titel in Deutsch         |
| ------ | -------------------------- | --------------------------- | ----------------------------------- |
| 1      | Facili prede               | Leichte Beute               | Leichte Beute Am seidenen Faden a   |
| 2      | Il richiamo del sangue     | Der Ruf des Blutes          | Blut ist dicker als Wasser          |
| 3      | Il seme della gelosia      | Die Saat der Eifersucht     | Saat der Eifersucht                 |
| 4      | L’istinto dell’uomo        | Der Instinkt des Menschen   | Der Fluch des Ötzi                  |
| 5      | Tra le nuvole              | In den Wolken               | Über den Wolken                     |
| 6      | La leggenda del pescatore  | Die Legende des Fischers    | Das Geheimnis des Fischers          |
| 7      | Falsa partenza             | Fehlstart                   | Irrwege                             |
| 8      | Fuori dal mondo            | Nicht von dieser Welt       | Jenseits von Gut und Böse           |
| 9      | La nuova via               | Der neue Weg                | Expedition ins Ungewisse            |
| 10     | Musica silenziosa          | Leise Musik                 | Der große Auftritt                  |
| 11     | L’ombra del diavolo        | Der Schatten des Teufels    | Im Schatten des Teufels             |
| 12     | Vite sospese               | Leben in der Schwebe        | Freier Fall                         |
| 13     | La fuga                    | Die Flucht                  | Die Flucht                          |
| 14     | Io ti salverò              | Ich rette dich              | Licht im Dunkel In letzter Minute a |

### Dritte Staffel (2015)
| Nummer | Italienische Originaltitel    | Übersetzte Titel in Deutsch | Offizielle Titel in Deutsch             |
| ------ | ----------------------------- | --------------------------- | --------------------------------------- |
| 1      | Il figlio delle stelle        | Der Sohn der Sterne         | Der verlorene Sohn Aus dem Hinterhalt b |
| 2      | Amici per la pelle            | Busenfreunde                | Blutsbrüder                             |
| 3      | Il migliore                   | Der Beste                   | Die Nummer Eins                         |
| 4      | Il predatore                  | Das Raubtier                | Raubtiere                               |
| 5      | Il giusto riposo degli alberi | Die gerechte Ruhe der Bäume | Baumbestattung                          |
| 6      | Caccia all’uomo               | Menschenjagd                | Waldgeister                             |
| 7      | Sepolta viva                  | Lebendig begraben           | Lebendig begraben                       |
| 8      | Il sentiero della verità      | Der Weg der Wahrheit        | Der Weg der Wahrheit                    |
| 9      | Il veleno dell’uomo           | Das Gift des Menschen       | Tödliche Fracht                         |
| 10     | La scomparsa di Pietro        | Das Verschwinden von Pietro | Wo ist Pietro?                          |
| 11     | Il toro                       | Der Stier                   | Der Stier                               |
| 12     | Oltre il buio                 | Jenseits der Dunkelheit     | Jenseits der Finsternis                 |
| 13     | Soldi sporchi                 | Schmutziges Geld            | Schmutziges Geld                        |
| 14     | Aliloke                       | Aliloke                     | Falsche Romantik                        |
| 15     | Il castello di Monguelfo      | Das Schloss Welsberg        | Sturz in den Tod                        |
| 16     | Richiami lontani              | Entfernte Rufe              | Lockruf des Blutes                      |
| 17     | La leggenda vivente           | Die lebende Legende         | Der Schlüssel zur Wahrheit              |
| 18     | La vera madre                 | Die wahre Mutter            | In der Falle Die letzte Chance b        |

### Vierte Staffel (2017)
| Nummer | Italienische Originaltitel | Übersetzte Titel in Deutsch | Offizielle Titel in Deutsch |
| ------ | -------------------------- | --------------------------- | --------------------------- |
| 1      | La maschera del diavolo    | Die Maske des Teufels       |                             |
| 2      | Il sentiero verso casa     | Der Weg nach Hause          |                             |
| 3      | Sfida verticale            | Senkrechte Herausforderung  |                             |
| 4      | L’accusa                   | Die Anklage                 |                             |
| 5      | La trappola                | Die Falle                   |                             |
| 6      | Il sacro fuoco             | Das heilige Feuer           |                             |
| 7      | Spiriti liberi             | Freie Geister               |                             |
| 8      | Oltre l’infinito           | Jenseits der Unendlichkeit  |                             |
| 9      | La ragazza del lago        | Das Mädchen vom See         |                             |
| 10     | La bella addormentata      | Dornröschen                 |                             |
| 11     | Preda innocente            | Unschuldige Beute           |                             |
| 12     | L’uomo dei lupi            | Der Mann der Wölfe          |                             |
| 13     | Radici                     | Wurzeln                     |                             |
| 14     | Legami di sangue           | Blutsbande                  |                             |
| 15     | Il morso del dolore        | Der Biss des Schmerzes      |                             |
| 16     | La scelta                  | Die Wahl                    |                             |
| 17     | Ferita mortale             | Tödliche Wunde              |                             |
| 18     | Il volto del demone        | Das Gesicht des Dämons      |                             |

### Fünfte Staffel (2019)
| Nummer | Italienische Originaltitel | Übersetzte Titel in Deutsch | Offizielle Titel in Deutsch |
| ------ | -------------------------- | --------------------------- | --------------------------- |
| 1      | Il ritorno                 | Die Rückkehr                |                             |
| 2      | Le radici del male         | Die Wurzeln des Bösen       |                             |
| 3      | Ferite profonde            | Tiefe Wunden                |                             |
| 4      | Il gigante e il bambino    | Der Riese und das Kind      |                             |
| 5      | I figli di Deva            | Die Kinder von Deva         |                             |
| 6      | Fantasmi del passato       | Geister der Vergangenheit   |                             |
| 7      | Onora il padre             | Ehre den Vater              |                             |
| 8      | La fuga                    | Die Flucht                  |                             |
| 9      | La sorgente dell’odio      | Die Quelle des Hasses       |                             |
| 10     | Il figlio                  | Der Sohn                    |                             |

## Sonstiges
- Die Schwester von Roccia ist Assunta, welche von der international bekannten Sopranistin Katia Ricciarelli gespielt wird.